# Municipio de Greenwich (Londres)
Greenwich /ˈɡɹɛnɪtʃ/ es un municipio del Gran Londres, 
Reino Unido de Gran Bretaña e Irlanda del Norte. (Royal Borough of Greenwich), ubicado en el sudeste del mismo, en el área conocida como Londres interior. Limita al norte con los municipios de Tower Hamlets, Newham, Barking y Dagenham, al este con Bexley, al sur con Bromley y al oeste con Lewisham. Fue creado por el Acta del Gobierno de Londres de 1963, que entró en vigor el 1 de abril de 1965. Anteriormente Greenwich fue un barrio de Londres.
Toma su nombre de la ciudad histórica de Greenwich, el London Borough of Greenwich se formó en 1965 por la fusión de la anterior zona del Metropolitan Borough of Greenwich con parte del Metropolitan Borough of Woolwich al este. El consejo local es el Greenwich Borough Council.
Greenwich es un lugar famoso mundialmente por ser el lugar donde se localiza el Meridiano principal, en el que se basa el tiempo universal coordinado. El meridiano cero cruza Greenwich y el Observatorio de Greenwich es donde comenzó la denominación Greenwich Mean Time, o GMT, y en la que se basa el tiempo de todo el mundo. En 2012, Greenwich fue incluido dentro de los diez destinos globales para Frommer's – el único lugar del Reino Unido incluido en la lista.
Greenwich fue uno de los seis municipios en que se celebraron los Juegos Olímpicos de 2012 y se celebraron acontecimientos en los Royal Artillery Barracks (Tiro), Greenwich Park (Hípica) y The O2-anteriormente Millennium Dome (Gimnasia y baloncesto).

## Historia
Se formó en 1965 al fusionarse los territorios de Greenwich y Woolwich (con la excepción de North Woolwich, al norte del río, que se convirtió en parte de Newham).
El nombre 'Charlton' se tomó brevemente en consideración para el municipio. Greenwich en el pasado solicitó el estatus de ciudad, pero fue rechazado. Si se hubiera aceptado la solicitud, habría sido conocido como Ciudad de Greenwich, de manera similar a la Ciudad de Westminster.
Para conmemorar el Jubileo de Diamante de Isabel II, el 3 de febrero de 2012 Greenwich se convirtió en el cuarto municipio real (Royal Borough), un honor debido en parte a sus lazos históricos con la Familia real británica y su estatus de lugar Patrimonio de la Humanidad como sede del Meridiano cero.

## Demografía
Según el censo de 2001, Greenwich tenía 214 403 habitantes. El 77,11% de ellos eran blancos, el 11,07% negros, el 6,78% asiáticos, el 2,73% mestizos, y el 2,29% chinos o de otro grupo étnico. Un 21,75% eran menores de 16 años, un 71,73% tenían entre 17 y 74, y un 6,51% eran mayores de 75. La densidad de población era de 4528 hab/km² y había 92 788 hogares con residentes.
De los 101 036 habitantes económicamente activos, el 86,61% tenían un empleo, el 8,26% estaban desempleados y el 5,12% eran estudiantes a tiempo completo.

## Distritos
Entre los distritos de Greenwich se encuentran los siguientes asentamientos:
- Abbey Wood
- la parte septentrional de Blackheath
- Charlton
- la parroquia de St Nicholas Deptford: resto en Lewisham
- Eltham
- Horn Park
- Greenwich
- Kidbrooke
- parte de Lee
- parte de Mottingham
- New Eltham
- Plumstead
- Shooters Hill
- las partes de Thamesmead llamadas Thamesmead Central y Thamesmead West
- Woolwich

El municipio está predominantemente en la zona del código postal SE, con algunas pequeñas secciones en los códigos BR y DA.